# 达火沟
达火沟，是中国长江流域的一条河流，汇入雅砻江，属于金沙江水系。河长96千米，流域面积1080平方千米，年均流量12立方米每秒。自然落差1350米。水能理论蕴藏量3万千瓦。